# クルーズ・ジャパン
クルーズ・ジャパンはインテリアの販売を行う会社。

## 沿革
- 2003年3月 - 資本金3,330千円にて愛知県愛知郡にコラゾンクリア株式会社を設立。
- 2005年1月 - 本社を名古屋市天白区に移転。
- 2005年6月21日 - 日本証券業協会グリーンシート銘柄に指定。
- 2007年9月 - クルーズ・ジャパンに商号変更。
- 2009年5月1日 - 日本証券業協会グリーンシート銘柄の指定取消。
- 2009年9月9日 - 株式会社SUPPORT PLUSへ商号変更。